# Shaftsbury
Shaftsbury és una població dels Estats Units a l'estat de Vermont. Segons el cens del 2000, tenia 3.767 habitants.

## Demografia
Segons el cens del 2000, Shaftsbury tenia 3.767 habitants, 1.450 habitatges i 1.078 famílies. La densitat de població era de 33,7 habitants per km².
Dels 1.450 habitatges en un 34,6% vivien nens de menys de 18 anys, en un 63,2% vivien parelles casades, en un 8% dones solteres, i en un 25,6% no eren unitats familiars. En el 19,5% dels habitatges vivien persones soles, el 8,8% de les quals corresponia a persones de 65 anys o més que vivien soles. El nombre mitjà de persones que vivien en cada habitatge era de 2,6 i el nombre mitjà de persones que vivien en cada família era de 2,99.
Per edats la població es repartia de la següent manera: un 25,8% tenia menys de 18 anys, un 5,3% entre 18 i 24, un 27,5% entre 25 i 44, un 28,4% de 45 a 60 i un 13,1% 65 anys o més.
L'edat mediana era de 40 anys. Per cada 100 dones de 18 o més anys hi havia 91,2 homes.
La renda mediana per habitatge era de 45.139 $ i la renda mediana per família, de 52.083 $. Els homes tenien una renda mediana de 36.118 $ mentre que les dones, de 25.776 $. La renda per capita de la població era de 22.035 $. Entorn del 4% de les famílies i el 6,7% de la població estaven per davall del llindar de pobresa.